# Фельсберг (Граубюнден)
Фельсберг (нім. Felsberg GR) — громада  в Швейцарії в кантоні Граубюнден, регіон Імбоден.

## Географія
Громада розташована на відстані близько 155 км на схід від Берна, 5 км на захід від Кура.
Фельсберг має площу 13,4 км², з яких на 5,2% дозволяється будівництво (житлове та будівництво доріг), 18,2% використовуються в сільськогосподарських цілях, 44,3% зайнято лісами, 32,3% не є продуктивними (річки, льодовики або гори).

## Демографія
2019 року в громаді мешкало 2589 осіб (+13,2% порівняно з 2010 роком), іноземців було 12,7%. Густота населення становила 193 осіб/км².
За віковим діапазоном населення розподілялося таким чином: 24,3% — особи молодші 20 років, 60,9% — особи у віці 20—64 років, 14,9% — особи у віці 65 років та старші. Було 1062 помешкань (у середньому 2,4 особи в помешканні).
Із загальної кількості 477 працюючих 20 було зайнятих в первинному секторі, 207 — в обробній промисловості, 250 — в галузі послуг.